# Nahuel Pérez Biscayart

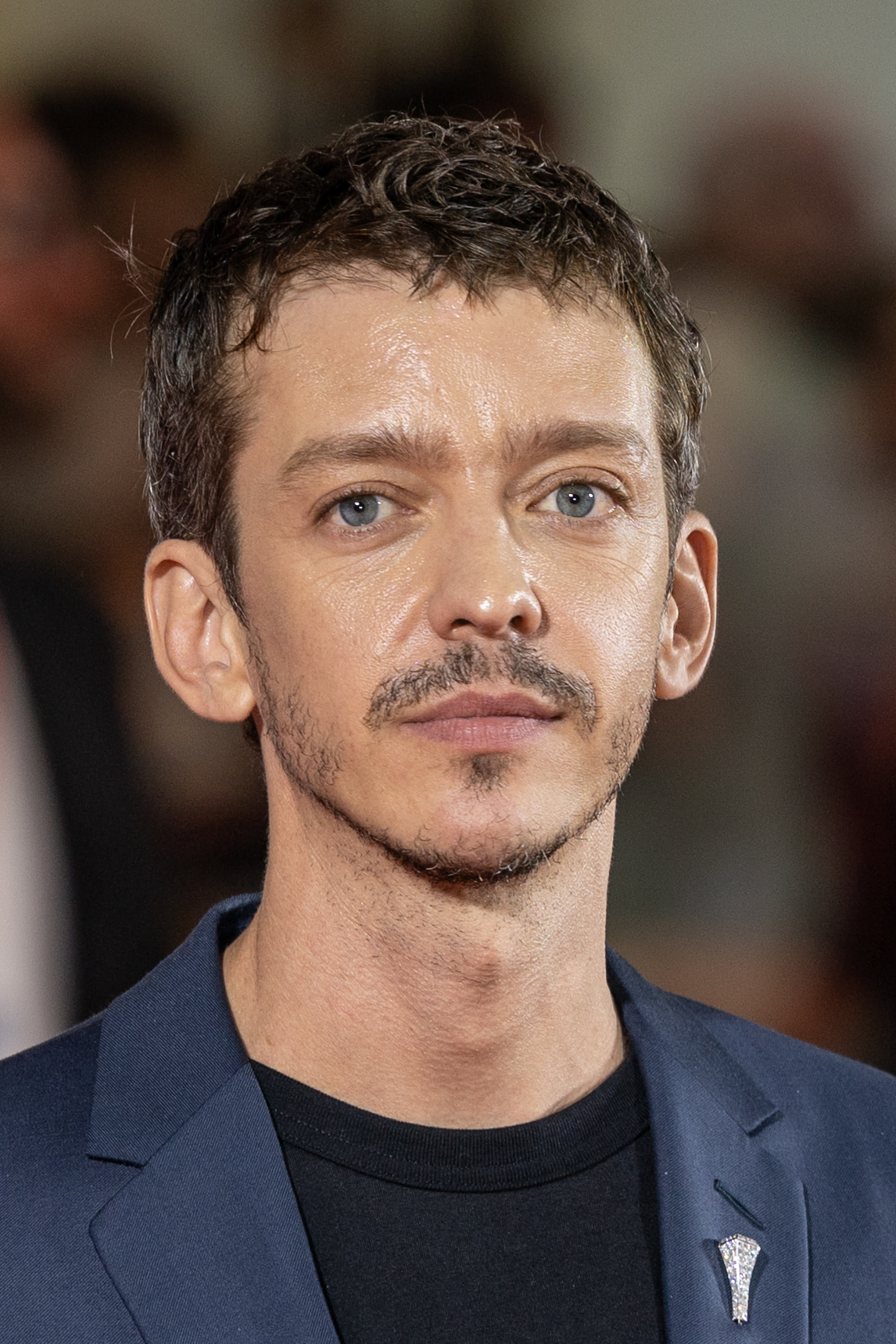
Nahuel Pérez Biscayart (2024)

Nahuel Pérez Biscayart (* 6. März 1986 in Parque Chas, Buenos Aires) ist ein argentinischer Film- und Fernsehschauspieler, der wenige Jahre nach dem Beginn seiner Karriere auch vermehrt in französischen und auch deutschen Produktionen zu sehen war.

## Leben
Der 1986 in Parque Chas, einem Stadtteil im Nordwesten der argentinischen Hauptstadt Buenos Aires, geborene Nahuel Pérez Biscayart stand für die ab 2003 ausgestrahlte Mini-Fernsehserie Sol negro für 13 Folgen in der Rolle von Marito erstmals vor der Kamera. Es folgten Auftritte in den Miniserien Disputas und Sangre fría. In Próxima Salida von Nicolás Tuozzo aus dem Jahr 2004 erhielt Pérez Biscayart seine erste Filmrolle und spielte in dem Filmdrama Abel. Im darauffolgenden Jahr erhielt er in Eduardo Raspos Tatuado die Hauptrolle von Paco, ein Scheidungskind, das Probleme mit seinem Erwachsenwerden hat. Für diese Rolle wurde Pérez Biscayart im Rahmen der Argentinean Film Critics Association Awards als bester Nachwuchsschauspieler ausgezeichnet. Es folgte eine Rolle in dem Thriller El aura von Fabián Bielinsky, Auftritte in der Fernsehserie Amas de casa desesperadas, eine Hauptrolle in dem Teenagerdrama Glue von Alexis Dos Santos und eine Nebenrolle in der Tragikomödie Cara de queso 'mi primer ghetto von Ariel Winograd. Im Jahr 2008 war Pérez Biscayart in 39 Folgen der Fernsehserie Aquí no hay quien viva  in der Rolle von Lucas zu sehen. Im gleichen Jahr war er in dem Filmdrama La sangre brota von Pablo Fendrik in der Hauptrolle von Leandro und in dem Spielfilm La hermana menor von Dodi Scheuer und Roberto Scheuer in der Rolle von Yuyo zu sehen. 2009 spielte er in der Fernsehserie Epitafios – Tod ist die Antwort 2 den jungen Pablo, in Silencios von Mercedes García Guevara in einer Hauptrolle Juan und in der Tragikomödie Pre-paradise  von Jorge Torres-Torres eine Figur mit seinem tatsächlichen Vornamen.
Im Jahr 2010 folgte die Rolle von Tomás im Film Antes von Daniel Gimelberg und im Abenteuerfilm Patagonia von Marc Evans an der Seite von Matthew Rhys und Marta Lubos die Hauptrolle von Alejandro. Im gleichen Jahr war Pérez Biscayart in dem deutsch-französischen Filmdrama Tief in den Wäldern des französischen Regisseurs Benoît Jacquot an der Seite von Isild Le Besco in der männlichen Hauptrolle des Landstreichers Timothée und in der argentinischen Tragikomödie Cerro Bayo  von Victoria Galardi in der Rolle des Filmsohns von Adriana Barraza zu sehen. Im Jahr 2013 folgten Rollen in den Filmen Grand Central  von Rebecca Zlotowski und Left Foot Right Foot von Germinal Roaux.
Im Folgejahr war er in den Filmen Lulu von Luis Ortega und Für immer dein von David Lambert zu sehen, für den Pérez Biscayart in der Rolle des Strichers Lucas im Rahmen des Filmfestivals Karlovy Vary als bester Schauspieler ausgezeichnet.
2015 wurde im Rahmen des Filmfests München der Musikfilm Becks letzter Sommer von dem deutschen Regisseur Frieder Wittich vorgestellt, einem unter anderem in Köln und Berlin gedrehten Roadmovie, in dem Pérez Biscayart in der Rolle des talentierten jungen Musikers Rauli Kantas neben Christian Ulmen als seinem Lehrer zu sehen ist, dem er dazu verhilft, seinen verblichenen Traum von einer Musikerkarriere wiederzubeleben.
2016 erhielt Pérez Biscayart im deutsch-österreichisch-französischen Filmdrama Vor der Morgenröte  von Maria Schrader die Hauptrolle von Vitor D’Almeida.
In dem Film 120 BPM von Robin Campillo, der im Mai 2017 im Rahmen der Internationalen Filmfestspiele von Cannes seine Weltpremiere feierte und dort im internationalen Wettbewerb um die Goldene Palme konkurrierte, spielt Pérez Biscayart in der Hauptrolle des Sean Dalmazo einen Aktivisten von Act Up Paris, der versucht durch neue öffentlichkeitswirksame Aktionen mehr Dynamik und Politisierung in die Thematisierung von AIDS zu bringen und mit Lobby-Arbeit politischen Druck auszuüben, damit auch Frankreich mehr über die Krankheit aufklärt und mehr Anti-Aids-Forschung und Betreuung betreibt. Der Film wurde von Frankreich als Nominierungskandidat in der Kategorie Bester fremdsprachiger Film für die Oscarverleihung 2018 eingereicht. Im Rahmen des Europäischen Filmpreises 2017 erhielt Pérez Biscayart für seine schauspielerische Leistung in dem Film eine Nominierung als bester Darsteller, ebenso im Rahmen des Prix Lumières. Im Rahmen der Verleihung des César 2018 erfolgte eine Auszeichnung als bester Nachwuchsdarsteller.
Im Jahr 2025 wurde er beim 78. Filmfestival von Cannes als Jurymitglied der Sektion Un Certain Regard ausgewählt.

## Filmografie (Auswahl)
- 2005: Tatuado
- 2006: Glue
- 2008: Aquí no hay quien viva (Fernsehserie, 39 Folgen)
- 2015: Becks letzter Sommer
- 2016: Vor der Morgenröte
- 2017: 120 BPM (120 battements par minute)
- 2017: Au revoir là-haut
- 2017: Si tu voyais son coeur
- 2017: Agadah
- 2017: Matthieu
- 2020: The Intruder (El prófugo)
- 2020: Persischstunden
- 2021: El empleado y el patrón
- 2022: Frieden, Liebe und Death Metal (Un año, una noche)
- 2024: Sleep With Your Eyes Open (Dormir de olhos abertos)
- 2024: Kill the Jockey (El jockey)
- 2024: Les gens d’à côté

## Auszeichnungen (Auswahl)
César
- 2018: Auszeichnung als Bester Nachwuchsdarsteller (120 BPM)

Europäischer Filmpreis
- 2017: Nominierung als Bester Darsteller (120 BPM)

Prix Lumières
- 2018: Nominierung als Bester Darsteller (120 BPM)

Patrick-Dewaere-Preis
- 2018: Auszeichnung für seine Leistungen in den beiden Vorjahresfilmen Au revoir là-haut und 120 BPM.[10]